# Angelo Rescalli
Angelo Rescalli (Azzanello, 14 novembre 1884 – Susa, 10 dicembre 1956) è stato un presbitero e pittore italiano.

## Biografia
Angelo Primo Stanislao Rescalli nacque ad Azzanello nel 1884. Entrato nel Seminario Vescovile di Cremona nel 1897, venne ordinato presbitero nel 1909 ed inviato come vicario a Vescovato e poi ad Olmeneta.

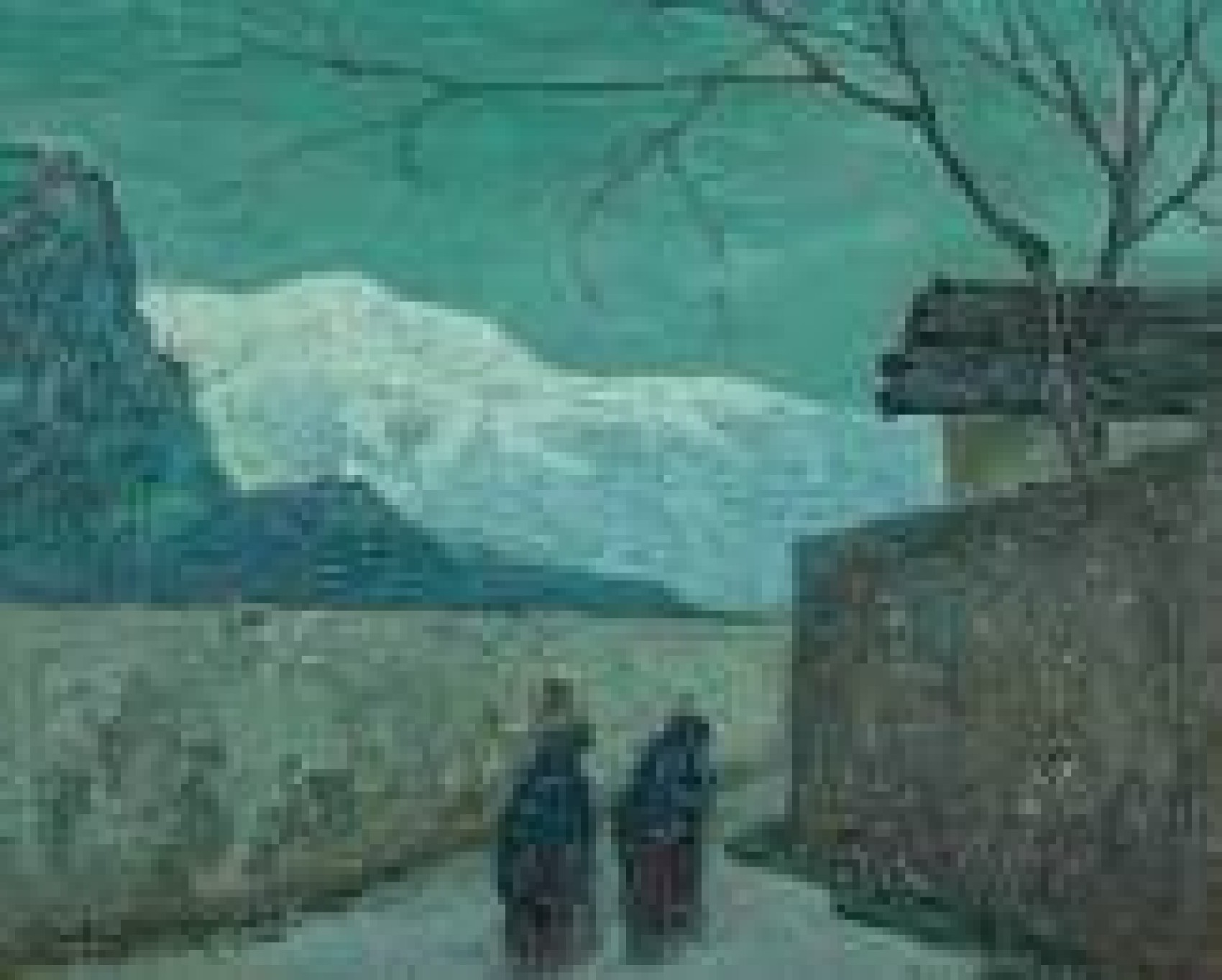
Notturno

In quegli anni nacque la passione di Rescalli per la pittura; nel 1915, all'entrata in guerra dell'Italia, venne chiamato alle armi e mandato a San Remo, dove divenne vice-cappellano nel 1916 e cappellano nel 1917. Nonostante la fine delle ostilità e le richieste di rientro da parte della Diocesi di Cremona, Rescalli rimase in Liguria dove la sua carriera pittorica diventava sempre più promettente: entrò infatti sotto la protezione di due nobildonne del luogo, la baronessa Matilde Van Eys, che gli donò una casa sul mare da adibire a studio pittorico, e la contessa Modesta Dell'Oro Hermil, che gli garantiva ospitalità nella sua casa di Susa, in Piemonte, presso la quale fece costruire una pagoda anch'essa come studio di pittura. Di qui la vasta produzione di opere a soggetto valsusino.
Da quel momento i continui viaggi in Italia, in Francia e nei Paesi Bassi gli permisero di costruirsi una solidissima committenza e conoscenze altolocate: tra queste, il Generale Luigi Cadorna e soprattutto il Principe Umberto II, con il quale fu per anni in un rapporto di viva cordialità, essendo il principe ereditario residente a Torino. Alcuni suoi dipinti furono infatti acquistati per le collezioni sabaude, pur non essendo ancora stati rintracciati, e il Principe fu per anni presenza frequente alle inaugurazioni delle mostre personali del sacerdote. In Valle di Susa strinse rapporti di amicizia con Federico Marconcini, che divenne convinto collezionista delle sue opere che espose nel Castello di Bruzolo, sua dimora.
Nel 1940, sull'onda del successo, si trasferì a Roma. Il precipitare della situazione politica lo portò a rifugiarsi a Susa, dove ebbe un ruolo nella locale Resistenza
Alla fine della guerra, tentò il ritorno a Roma, ma scoprì con amarezza che i beni presenti nel suo alloggio erano stati trafugati, e non riuscì nemmeno a riprendere possesso dell'immobile. La vicenda gli causò grande amarezza: seguì il definitivo ritorno a Susa, il ritiro dalla vita pubblica e l'inizio del declino umano e professionale. Ciononostante fu nominato membro onorario dell'Instituto de cultura americana de Tolosa (La Plata) in Argentina (1943) e Accademico Pontificio da Papa Pio XII (1953).
La malattia lo accompagnò nei suoi ultimi anni di vita. Morì a Susa nel 1956 e venne sepolto nella tomba della famiglia materna a San Bassano.

## Esposizioni

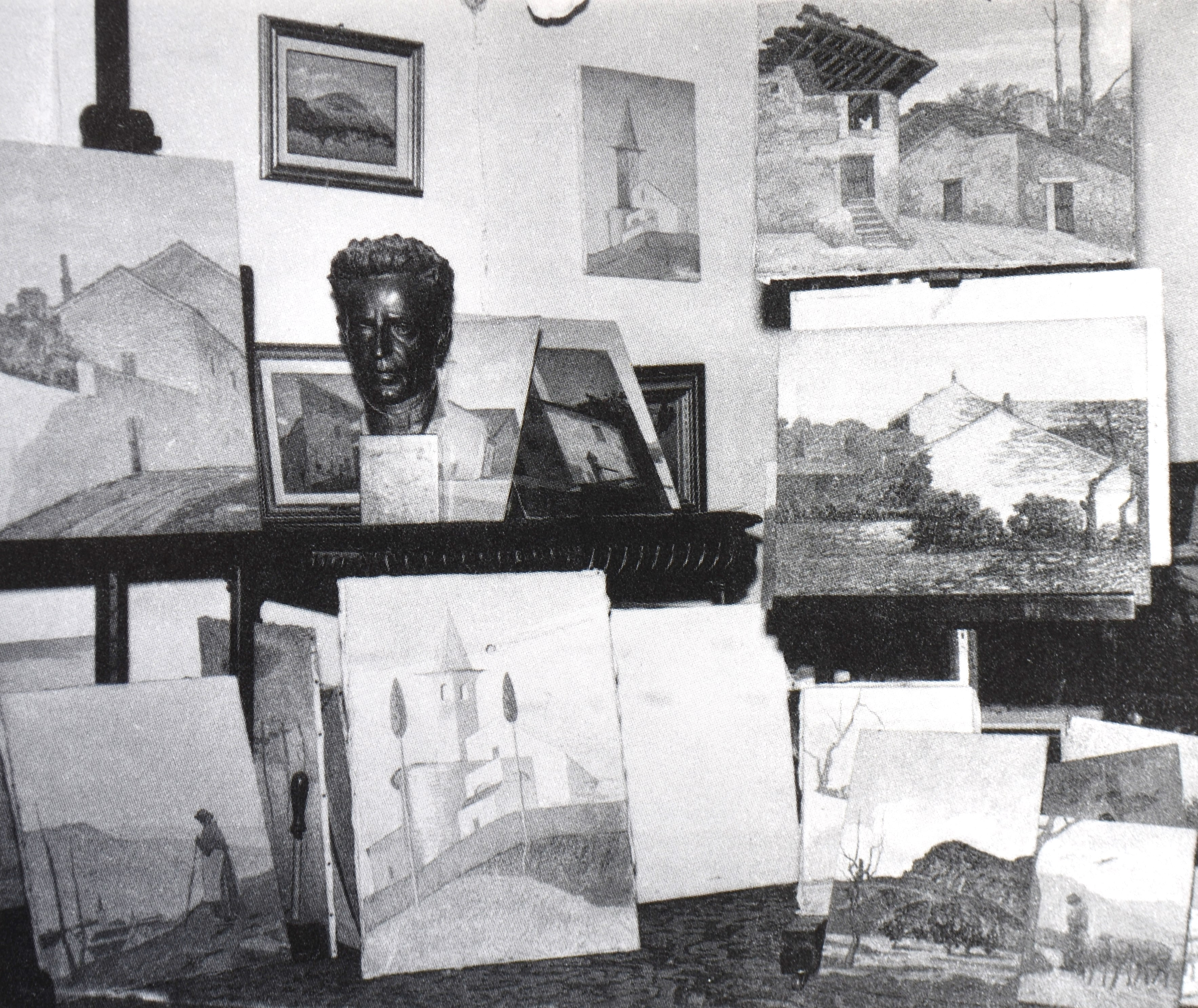
Lo studio di Angelo Rescalli (anni '50).

Fra le molte esposizioni di Rescalli si ricordano le seguenti personali:
- Galleria Pesaro, Milano (1925), in contemporanea con altri artisti
- Palazzo Cisterna, Torino (1926-27)
- Palazzo Augusteo, Roma (1927)
- The John Levy Galleries, New York (1930)
- Palais de Beux-Arts, Bruxelles (1934)
- Palazzo Doria, Roma (1934)
- Cercle Artistique, Anversa (1935)
- Amsterdam (1936)
- Castello Estense, Ferrara (1936)
- Arengario, Milano (1947)

Tra le esposizioni collettive, si segnala la partecipazione di Rescalli a molte esposizioni sociali della Società Permanente di Milano (1915, 1918, 1920, 1930, 1931, 1932, 1935 e 1939), ad alcune mostre accademiche di Brera (1918, 1920, 1923 e 1925), alla IV Quadriennale di Roma (1943) e ad alcune Biennali di Venezia (1926, 1930, 1934 e 1936).
Fra le mostre postume, significativa fu l'antologica Angelo Rescalli. Un divisionista-poeta, tenuta a Cremona nel 2001, con catalogo a cura di don Andrea Foglia ed edito da Skira. Rescalli fu inoltre rappresentato nella mostra I divisionisti piemontesi da Pellizza a Balla svolta ad Aosta nel 2003.
Nel 2017 le circa trenta opere di Rescalli collezionate da Federico Marconcini sono state protagoniste di una mostra presso il Museo diocesano d'arte sacra (Susa). La mostra è stata presentata presso la Soprintendenza Archeologia, Belle Arti e Paesaggio per la città metropolitana di Torino il 14 marzo 2017 durante la Giornata nazionale del paesaggio al convegno Paesaggio piemontese: tutela e forme di rappresentazione con un intervento dal titolo Angelo Rescalli e il paesaggio valsusino.

## Produzione pittorica e contributi critici
L'arte di Rescalli fu decisamente impostata sul modello divisionistico, nei cui confronti ci fu una decisa adesione a partire dagli anni Venti, seguita da un lento ma mai totale distacco nei decenni successivi. La scelta stilistica fu orientata dal modello di pittori lombardi quali Gaetano Previati, Filiberto Minozzi e soprattutto Vittore Grubicy De Dragon.
A differenza di altri divisionisti tuttavia l'adesione al movimento di Rescalli aveva finalità di ricerca cromatica più che luministica. Inoltre, il divisionismo di Rescalli è talvolta intriso di un sottile simbolismo, emotivo e spirituale più che filosofico e concettuale: i suoi simboli sono poco evidenti e di elementare individuazione: la notte, i giochi di luce e le piccole architetture religiose di campagna sono elementi costanti e tesi a suggerire una visione cristiana della realtà e della natura.
All'utilizzo della tecnica divisionistica nei quadri ufficiali e finiti si contrappose uno stile più immediato, impressionista ed informale, a lui particolarmente congeniale, caratterizzato dagli impasti densi, dai «colori terrosi» (caratteristica più evidente nei dipinti eseguiti nei Paesi Bassi) e dall'organizzazione a macchie del colore, con cui Rescalli dipinse parecchie tavole di minor impegno e dai soggetti prevalentemente marini o montani, dimostrando una certa versatilità stilistica, in grado di fondere la tradizione vedutistica ottocentesca con impostazioni pittoriche più moderne.
Tumultuoso fu il rapporto di Rescalli con alcuni esponenti dei movimenti pittorici dominanti nell'Italia dei primi decenni del XX secolo. Su tutti, Carlo Carrà che, dalle pagine de L'Ambrosiano, gli indirizzò rispettose ma esplicite stroncature. Analogamente, Rescalli avversò apertamente e con vigore le proposte espressive di Ardengo Soffici, Mario Sironi, Margherita Sarfatti e dello stesso Carrà. In particolare il movimento novecentista, cui comunque fu in alcuni lavori inconsapevole debitore, fu da lui apertamente criticato.
Nel 1924 Ettore Cozzani pubblicò una monografia de L'Eroica sul sacerdote-pittore.
Quanto ai soggetti della sua pittura, la fama di Rescalli è indissolubilmente legata al paesaggio, montano ma non solo, scelta assoluta e quasi mai tradita. Le vedute alpestri in particolare, che Rescalli «rende in tonalità perlacee, mediante giochi di luce e d'ombra in placidi notturni, o cogliendo l'ispirazione tra i riflessi viola dei nevai [...] sono talora animate da meste figurette, che non infrangono l'atmosfera del sogno».

## Opere in musei e collezioni
Di Rescalli è conservato un dipinto nella Galleria d'arte moderna di Milano: In riva al mare, un olio su tela di impostazione divisionistica, dipinto nel 1927 e donato da un benefattore alla galleria due anni dopo.
Un olio intitolato Notturno in Val di Susa è esposto alla Galleria Ricci Oddi di Piacenza; considerato un'opera di maniera, venne acquistato nel 1930 ad una personale che Rescalli tenne nella città emiliana.
Ombra di luna entrò invece nella collezione del forlivese Giuseppe Pedriali, confluita nel 1932 nel patrimonio della Pinacoteca civica di Forlì.